# أيمن الهاجري
أيمن صلاح عبد الله الهاجري (3 فبراير 1993م) لاعب كرة قدم يمني يلعب في مركز الوسط المهاجم كما يجيد اللعب في مركز الوسط المهاجم.

## السيرة الذاتية
في 20 أغسطس 2016 انتقل الهاجري إلى النجمة البحريني الصاعد حديثا إلى الدوري البحريني الممتاز للمرة الثالثة لمدة موسم واحد.

## الإنجازات

### شعب إب
- الدوري اليمني: 1: 2012

### الرفاع
- الدوري البحريني الممتاز: 1: 2014
- كأس الاتحاد البحريني: 1: 2014

## روابط خارجية
- أيمن الهاجري على موقع الاتحاد الدولي (مؤرشف)  (الإنجليزية)
- أيمن الهاجري على موقع قاعدة بيانات كرة القدم.إي يو (الإنجليزية)
- أيمن الهاجري على موقع ناشيونال فوتبول تيمز (الإنجليزية)
- أيمن الهاجري على موقع Soccerway.com (الإنجليزية)